# Life as We Know It (film)
Life as We Know It is een door Greg Berlanti geregisseerde Amerikaanse romantische komedie uit 2010 met in de hoofdrollen Katherine Heigl en Josh Duhamel.

## Verhaal
Holly Berenson (Heigl) en Eric Messer (Duhamel) zijn de peetouders van Sophie, maar hebben een hekel aan elkaar. Wanneer de ouders van Sophie om het leven komen, moeten ze samen voor het kind zorgen.